# Ямпольський Михайло Беніамінович
Ямпольський Михайло Беніамінович (нар. 6 грудня 1949, Москва) — російський і американський історик, теоретик мистецтва і культури, філософ, кінознавець і філолог. Кандидат педагогічних наук, доктор мистецтвознавства, професор. З 1991 року живе і працює в США.
| науковець | Це незавершена стаття про науковця. Ви можете допомогти проєкту, виправивши або дописавши її. |

1. 1 2 3 4 5  Чеська національна авторитетна база даних